# Slag bij El Ébano
De Slag bij El Ébano was een veldslag in de Mexicaanse Revolutie. Hij werd gevochten van 21 maart 1915 tot 31 mei 1915.
Het voorgaande jaar hadden de Mexicaanse revolutionairen de dictator Victoriano Huerta uit het zadel gestoten. De strijd hervatte zich echter toen het revolutionaire leiderschap uiteenviel in de constitutionalisten van Venustiano Carranza en Álvaro Obregón en de conventionalisten van Pancho Villa en Emiliano Zapata. Hoewel de conventionalisten het grootste deel van het land in handen hadden waren de constitutionalisten in het offensief; op de Bajío was de slag bij Celaya aan de gang waarbij Obregón Villa een zware klap toebracht. Om het tij te doen keren gebood Villa de havenstad Tampico in te nemen. Om deze plaats te bereiken moesten de constitutionalisten de Oostelijke Sierra Madre doorsteken, en de Él Ebano in de staat San Luis Potosí, gelegen aan een spoorlijn, was een van de belangrijkste doorgangen van dat gebergte. De verdediging was in handen van Jacinto B. Treviño, terwijl Manuel Chao de conventionalistische aanval leidde. De eerste aanval vond plaats op 21 maart, en kon door de constitutionalisten worden afgeslagen. Door hevig artillerievuur vielen er aan beide zijden vele doden. De gevechten zetten zich wekenlang voort, zodat dat de conventionalisten een doorbraak konden forceren, ook niet toen Chao werd vervangen door Tomás Urbina. De constitutionalisten zetten tijdens de gevechten ook vliegtuigen in. Vanaf 15 mei slaagden de constitutionalisten erin, nu de conventionalisten verzwakt waren wegens hun nederlaag elders in Celaya, de constitutionalisten terug te dringen. Op 31 mei voerden de constitutionalisten de definitieve aanval uit, waarna de conventionalisten gedwongen werden hun stellingen op te geven en hun aanval af te blazen, waarbij zij veel munitie en materieel kwijtraakten. Na gelijktijdige nederlagen elders in het land zag Villa zich gedwongen zich terug te trekken naar het noorden van het land.